# ココイロ
『ココイロ』は、朝日放送テレビ（ABCテレビ）で2009年7月6日から2023年3月31日まで放送されていたミニ番組である。大阪ガスの一社提供。

## 概要
前番組『美味彩菜』の後継番組として開始した。「まちをそめる」と「まちにそまる」をテーマに、「ココロのいろ」を追求してゆく。トミーズ雅が唯一ナレーションを担当している。
原則として年末年始の特別編成時を除き、毎回放送される。
2017年度からは改編期にスペシャル番組が多く設定される時も当番組を休止する事が多くなった（休止時はABCテレビのオススメ番組を紹介）。木曜日にスペシャル番組がある場合は『一志相伝～受け継がれる職人の心～』（毎週木曜日20時54分からの6分番組、ナレーション：浦川泰幸〈朝日放送テレビアナウンサー〉）を優先する。
月曜日『クイズプレゼンバラエティー Qさま!!』、水曜日『くりぃむクイズ ミラクル9』が2時間スペシャルとして放送される時は、19:00 - 19:04または21:48 - 21:54（阪神戦中継〈主に水曜日〉放送日は20:48 - 20:54）に放送時間が変更されていたが、2014年度からはスポットニュース枠の廃止により20:54 - 21:00の放送に変更された。サッカー日本代表やオールスター戦中継の場合は試合開始前の18:30 - 18:34に放送となる。
2013年10月以降、テレビ朝日制作の月曜20時枠、水曜20時枠の番組が19:56から放送のフライングスタートを実施したため、4分間の冒頭部が放送されないケースが多くなっていた。
その後テレビ朝日側の都合上で18時45分から19時の番組や特番放送をフライングスタートするケースが合っても当番組の放送時間は
2021年までは月曜が21:48 - 21:54に対して火曜-金曜は特番編成でない場合毎晩放送時間を固定して放送ケースが多かった。
しかし、朝日放送テレビで『ココイロ』を放送している時間にテレビ朝日が長年ミニ番組で放送していた『世界の街道をゆく』の2021年12月28日で終了に伴い、2022年1月以降3時間特番編成の場合は21:50 - 21:54に移動して放送されるケースが多い。
2022年10月以降は木曜のみ放送されていない。
2023年3月31日をもって終了。次番組は「キラスマ」。

## ナレーター
- トミーズ雅（『美味彩菜』から引き続き担当）2019年度の放送分から冒頭に雅自身のアニメーションが登場する。雅に関するエリアが紹介される時は本人も登場する。

## 放送局
すべてテレビ朝日系列。
| 放送対象地域 | 放送局                   | 放送日時                  | 備考             |
| ------------ | ------------------------ | ------------------------- | ---------------- |
| 近畿広域圏   | 朝日放送テレビ（ABC TV） | 月曜 - 金曜 19:54 - 20:00 | 制作局           |
| 山口県       | 山口朝日放送（yab）      | 木曜 11:00 - 11:05        | 2021年10月21日 - |

### 過去の放送局
| 放送対象地域 | 放送局              | 放送日時                                   | 備考                          |
| ------------ | ------------------- | ------------------------------------------ | ----------------------------- |
| 大分県       | 大分朝日放送（OAB） | 火曜 - 金曜 1:50 - 1:55（月曜 - 木曜深夜） | 2011年4月5日 - 2012年5月4日   |
| 秋田県       | 秋田朝日放送（AAB） | 月曜 - 木曜 10:30 - 10:35                  | 2012年4月2日 - 2014年3月31日  |
| 山形県       | 山形テレビ（YTS）   | 月曜 15:25 - 15:30                         | 2009年7月27日 - 2015年5月25日 |